# Körösök Völgye Natúrpark Egyesület
A Körösök Völgye Natúrpark Egyesület 2002-ben alakult. Célja a Körösök völgyének ökoszisztémájának fenntartása, a lakosság, a környezet és a gazdaság egységes rendszerbe foglalása, és a vidék fejlesztése a fenntarthatóság szem előtt tartásával. Mivel a Körösök átnyúlnak az országhatáron, a natúrpark sem ér véget a határsávon. Működési területéhez tartozik Románia területén a Béli-hegység, a Király-erdő és a Bihar-hegység Az egyesület székhelye Békéscsaba. Az egyesület tagjai elsősorban önkormányzatok, alapítványok, egyesületek, cégek, de tag lehet magánszemély is. 

## Tevékenységei
Az évek során az egyesület már több pályázatot nyert tagtelepülései turizmusának fellendítésére.
- Pályázatok írása, megvalósítása
- Turizmusfejlesztés, terület-és vidékfejlesztés
- Természeti-és épített értékeink védelme
- Környezettudatos nevelés
- A térség szervezeteinek integrált támogatása
- Körösök Völgye Látogatóközpont működtetése

## „A Körösök lágy ölén” – ökoturisztikai fejlesztési program
A 2006-ban elfogadott „A Körösök lágy ölén” elnevezésű projekt volt a legjelentősebb turisztikai nevelés témában. A projekt célja a térségben meglévő jelentős vonzerővel rendelkező, de mindez idáig kihasználatlan – vagy csak részben kihasznált – természeti és helyi kulturális, azaz ökoturisztikai adottságok turisztikai célú hasznosítása a természet védelme, a kulturális hagyományok megőrzése, a fejlődés hosszú távú fenntarthatóságának biztosítása mellett. Az ökoturisztikai fejlesztés közvetlen eredményein kívül – multiplikátor hatása révén – a gazdasági, társadalmi, természeti környezet megújulása is megindulhat: a program tervezett, ezáltal tudatos fejlődési pályára állítja a térséget.

## Megvalósult projektek

### Békéscsaba
Békéscsaba tüdejében, a közel 150 éves Széchenyi ligetben az akkor még Békés-Csaba község több mint 100 éve, 1896-ban építette 18 ezer korona költséggel, a szórakoztatás és a nyári színkör helyszínéül szolgáló, különleges stílusú épületet. Annak ellenére, hogy az 1888-as árvíz elsöpörte, a mai napig kedvelt helye a csabai polgárságnak. Európai Uniós támogatással 2007-ben felújították a ligeti pavilont, mellé egy új fogadó épületet építettek és egy ökoturisztikai ismeretterjesztő útvonalat alakítottak ki.
A Körösök Völgye Látogatóközpont tevékenységei közé tartozik az információnyújtás: a vízi-, kerékpáros gyalogtúrák és útvonalak, horgászati lehetőségek ajánlása a Körösök Völgyében, elsősorban a tagtelepülések vonzáskörzetében. A központban kézműves és zöldköznapi foglalkozásokat, botanikus vezetésével ligeti sétákat, és környezettudatos nevelési programokat tartanak rendszeresen. Programjaik közé tartoznak még fotó- és képzőművészek kiállításai, baba-mama klubok, a szombati biopiac, és különféle nyári táborok. A felújított nagyterem 120-220, a Réthy Zsigmond-terem 35, a játszóház pedig 15 fő befogadására képes a rendezvények típusától függően.
A ligeti sétaösvényen táblák sora kalauzolja a vendéget. Természeti tanösvény lévén bemutatja a közeli Élővíz-csatorna élővilágát, az odvasodó, idős fák és az őshonos erdőrészek lakóit, az Amerikából, Ázsiából betelepített fafajokat, és nem utolsósorban a cserje- és avarszint növény- és állatvilágát. Olvashatunk a ligetben található épületekről, és a tanösvény kialakítójáról a Körösök Völgye Natúrpark Egyesületről. A sétány egy szakaszát, annak madárodúit a Zöld Csütörtök Természetvédő Kör és a Békés Megyei Könyvtár Gyermekkönyvtára olvasói ápolják.

### Békés
A békési önkormányzat az Élővíz-csatorna partjára tervezte a fejlesztéseket, így az ökoturisztikai ismeretterjesztő útvonalat és az információs pontot egyaránt. 
Az információs táblák különböző békési sétákat ajánlanak két nyelven (angolul és magyarul), térképes illusztrációval. Egyes táblák a kézművességet mutatják be, ami fontos szerepet játszott Békés életében. Ezen belül megemlítik a vesszőfonás, a szövés, a hímzés és a szűcsmunkák tudományát, és békési hagyományát. A város kulturális életéről is olvashatunk, melynek legmeghatározóbb rendezvénye a Madzagfalvi napok, mely évről évre szerepel a rendezvénynaptárban. Pár döntött táblán a folyószabályozásról és a város történelméről olvashatunk. A hátralevő leírások pedig a város egyedi természeti értékeiről, jelentős természeti területeiről, és nem utolsósorban az őshonos állat- és növényfajokról szólnak.

### Mezőberény
Mezőberény város önkormányzata két helyen is fejlesztett a projekt keretében: a városi ligetben, és a város szélén található Medvefejes szikes tónál. A ligetben fogadó épületet és szabadtéri színpadot emeltek. A szikes tónál madármegfigyelő állomást és ökoturisztikai ismeretterjesztő útvonalat alakítottak ki, természetes anyagokból épült játszótérrel. A helyszín közúton érhető el, ha Mezőberény központjából Köröstarcsa felé indulunk a 47-es úton. A tó a Körös–Maros Nemzeti Park védettségét élvezi: a különleges madárrezervátum számos védett és fokozottan védett faj vonulási-, gyülekező-, alkalmi előforduló- és szaporodó helye, többek közt a gulipáné is.
Egy színes, modern játszótér és egy madármegfigyelő állomás várja a látogatókat. A madárlesről be lehet látni – a tavat körbeölelő vastag nádas fölött – a tó közepére. Erre a helyre is érdemes távcsövet, fényképezőgépet vinni, mert van látnivaló bőven!

### Doboz
Doboz nagyközség is két helyen fejlesztett a pályázat kapcsán: felújított két hidat, és a kastélyparkot a központban, valamint a Doboz-szanazugi Sámson várához ökoturisztikai ismeretterjesztő útvonalat létesített.
A kastélypark új sétautakat kapott, és felállítottak egy táblát is, melyen a park kialakulásának, és fáinak története olvasható. Az új sétautakon bejárhatjuk a parkot, és elkísér bennünket a felújított fahidakhoz is. Közkedvelt pihenőhely a helyiek, főleg a szomszédos általános iskola diákjai körében.
A Doboz-szanazugi üdülőövezet egyik kis utcájában tábla jelzi a Sámson várához vezető útvonal kezdetét. Ide helyközi autóbuszjárattal vagy személyautóval érdemes kijönni, de Dobozról kerékpárral, vagy akár gyalogosan is elérhető. Az utca végén van az első ismertető tábla, innen rögtön az erdőben találjuk magunkat. A haladási irányt nem jelöli külön jelzés, ezért a piros turistajelzést kell kövessük. Ez az ösvény száraz időszakban kerékpárral is járható. Útközben táblákon a Doboz környéki erdők történetéről olvashatunk, a régi vízjárta erdőkről, az Árpád-kori makkoltató erdőkről és az 1850-es évek folyószabályozásainak hatásáról. Megtudhatjuk, hogy itt él a fokozottan védett Dobozi pikkelyescsiga, és a rajzokról beazonosíthatjuk a keményfás ligeterdők állatait, növényeit. Utunk végére érve egy cölöpvárat találunk, Sámson várát. A 10–11. századi kapustorony megépítéséről a táblán olvashatunk. Innen visszaballaghatunk a szanazugi Körös-partra, vagy tovább sétálhatunk az erdőben Doboz központja felé.

### Gyula
Gyula városa idegenforgalmi szempontból igen népszerű. A fejlesztés azért volt szükséges, mivel a város turizmusa teljes mértékben a középkori várra és a termálvízre épül. A projekt kapcsán a Körös-part és a folyami hajózás is bekapcsolódott a turizmus „vérkeringésébe”. Fogadó és információs központot, kikötőt és ökoturisztikai ismeretterjesztő útvonalat alakítottak ki a gyulai duzzasztónál. Gyula központjából a román határ felé indulva érhető el közúton.  A kishajókikötőt azért hozták létre, hogy Gyulát is bekössék a Körösökön hajózható úti célok közé. 
A közel 1 kilométer hosszú ökoturisztikai útvonal a fogadó központ mellett található erdőben indul, és az Élővíz-csatorna partján a Hőforrás Üdülőszövetkezet mögött ér véget. Az út során megismerkedhetünk a vízparti erdők élővilágával, és a folyószabályozások kapcsán végbement változásokkal. Az erdei ösvény az Élővíz-csatorna partján vezet, melyet a folyó szabályozásakor vágtak le, új mederbe terelve a Fehér-Körös vizét. A táblákon erről az emberi beavatkozásról és a város széléről olvashatunk, ahol a természetes élővilág már keveredik a városiasodott élővilággal. 
A város központjában, éppen a turisták által oly kedvelt Várfürdő mögött található Csigakert helyi védettségű természeti terület. Nevét egy a területén létesített kilátódombról kapta, amelyre csigavonalban íves sétaút vezetett fel valaha. Helye ma már csak egy jelképes tipegő úttal van megjelölve, történetét a Várfürdő felől elhelyezett táblán olvashatjuk. Az Élővíz-csatorna felől is megközelíthető a tábla az itt kialakított csónakkikötőnek köszönhetően. A növényökológiai bemutatókertben több ismertető tábla is található, melyek felsorolják a vízpart élővilágát, az egykori mocsaras rétek növényeit, és a rejtekadó természet madarait, kisállatait. A csigadomb mellett található hatalmas elpusztult kocsányos tölgy évgyűrűinek száma arról árulkodik, hogy az

## Külső hivatkozások
- A Körösök Völgye Natúrpark Egyesület honlapja